# Малая Быковка (приток Большой Быковки)
Малая Быковка — малая река в Пермском крае России, левый приток Большой Быковки. Протекает по территории Сылвенского сельского поселения в северо-восточной части Пермского района.
Длина реки составляет примерно 4,5 км.
Начало берёт на высоте 229 метров над уровнем моря в лесной местности у границы Сылвенского сельского поселения Пермского района с Комарихинским сельским поселением Чусовского района. Основным направлением течения является юго-запад. До бывшего посёлка Быковка течёт по лесной местности с преобладанием осины и берёзы. Впадает в Большую Быковку (приток Сылвы) по левой стороне в полукилометре от её устья на высоте 109 метров над уровнем моря.